# Schlacht bei Sörenberg
Die Schlacht bei Sörenberg war eine bewaffnete Auseinandersetzung zwischen Obwalden und dem Entlebuch im heutigen Kanton Luzern im Jahre 1380.

## Vorgeschichte
Vor 1300 erwarb Habsburg das Innere Amt Wolhusen und das Tal Entlebuch. Im Lauf des Jahrhunderts war das ganze Amt als Pfand ausgegeben. 

## Ereignisse
1380 kam es um den Besitz der dortigen Alpweiden zu einem Gefecht zwischen Obwaldnern und Entlebuchern. Der Ort des Treffens ist die Alp «Schlacht» am Fusse des Brienzer Rothorns. Die Sage berichtet, einfallende Obwaldner hätten den Senn in die heisse Schotte getaucht und getötet.
Pfandherr Peter von Thorberg gebot dem Vordringen der Obwaldner über die Wasserscheide Einhalt.
Eine Sage aus dieser Zeit weiss von einem Helden «Windtrüeb» zu erzählen. An ihn erinnern das Denkmal bei der Dorfbrücke in Flühli sowie der Gedenkstein im Krutacher.

## Folgen
Der Streit endete 1381 in einem Vergleich. Das Entlebuch als Land und die Talbewohner als Landleute erscheinen ab 1381. Ab 1382 erschienen die Weibel. 
Das Entlebuch schloss dann um 1385/1386 mit der Stadt Luzern ein Burgrecht. Das Land kam von der Adelsherrschaft unter Herrschaft der Stadt Luzern, die mit der Erwerbung der Pfandschaft 1405 endgültig wurde.